# Cabo Blanco (Arona)
Cabo Blanco es una de las entidades de población que conforman el municipio de Arona, en la isla de Tenerife —Canarias, España—.

## Características
Cabo Blanco se sitúa a 7 kilómetros aproximadamente de la capital municipal, alcanzando una altitud media de 250 m s. n. m.
Está formada por los núcleos de Cabo Blanco, Morro de los Gatos y Los Toscales.
Cuenta con el Centro de Enseñanza Infantil y Primaria Cabo Blanco, con el Instituto de Educación Secundaria Cabo Blanco, con un centro de salud, una iglesia parroquial dedicada a San Martín de Porres, un tanatorio municipal, un centro cívico, varios parques infantiles, plazas y parques públicos, con varias entidades bancarias, dos farmacias, canchas deportivas, un terrero insular de lucha canaria, con el campo de fútbol municipal José Antonio Fumero, así como con pequeños comercios, bares y restaurantes.
En su paisaje destacan las formaciones geológicas del Roque Igara o Hígara, un domo sálico, y de la Montaña Chijafe, que forma parte de los restos del antiguo macizo de Adeje.

## Geografía física

### Ubicación
Cabo Blanco como núcleo poblacional del Municipio que limita al norte con el Valle de San Lorenzo, al sur con la autopista TF 1, al este con La Camella y al oeste con Buzanada. Este barrio está enclavado en un llano que fue donde originariamente se configuró el barrio, expandiéndose con posterioridad a ambos lados de la carretera general. 

### Orografía
Cabo Blanco es un espacio que desciende suavemente hacia el litoral y donde se intercalan algunos relieves más destacados como el Roque I'gara, Roque de Chijafe y algunos pequeños conos volcánicos. A pesar, de ser un espacio que desciende suavemente, debido a que no presenta pendientes muy pronunciadas, se trata de un llano bastante amplio, justamente es donde originariamente se configuró el barrio, expandiéndose posteriormente a ambos lados de la carretera general. Justamente, debido a este gran llano que presenta el barrio, una zona del mismo es conocida popularmente por los residentes locales como “El Llano”.

### Hidrografía
Según el Consejo Insular de Tenerife (CIATF), la cuenca principal que transcurre por el barrio es la del Barranco de Las Galletas que cuenta con una cota máxima de 2.180 metros de altitud hasta su desembocadura. Su longitud es de 23,79 kilómetros y su áreas en kilómetros cuadrados es de 50,93 siendo de las cuencas principales con mayor área de la isla. 
En cuanto a su número de cuencas afluentes destacar que cuenta con 115, de los cuales al menos 5 transcurren por Cabo Blanco son:
•	Barranquillo de Cabo Blanco.
•	Barranquillo Morro de los Gatos.
•	Barranquillo de La Sabinita.
•	Barranco de Igara.
•	Barranco los Chijafes.
Respecto a las obras de captación: El barrio cuenta con los siguientes pozos y galerías:
•	Aguas de cabo blanco (pozo – tipo de obra convencional).
•	Vargas (pozo – tipo de obra convencional).
•	Aguas del ruido ( galería – tipo de obra socavón)
•	Chijafes o San José (pozo – tipo de obra sondeo).

### Clima
| Parámetros climáticos promedio de Arona (1982-2012) | Parámetros climáticos promedio de Arona (1982-2012) | Parámetros climáticos promedio de Arona (1982-2012) | Parámetros climáticos promedio de Arona (1982-2012) | Parámetros climáticos promedio de Arona (1982-2012) | Parámetros climáticos promedio de Arona (1982-2012) | Parámetros climáticos promedio de Arona (1982-2012) | Parámetros climáticos promedio de Arona (1982-2012) | Parámetros climáticos promedio de Arona (1982-2012) | Parámetros climáticos promedio de Arona (1982-2012) | Parámetros climáticos promedio de Arona (1982-2012) | Parámetros climáticos promedio de Arona (1982-2012) | Parámetros climáticos promedio de Arona (1982-2012) | Parámetros climáticos promedio de Arona (1982-2012) |
| Mes                                                 | Ene.                                                | Feb.                                                | Mar.                                                | Abr.                                                | May.                                                | Jun.                                                | Jul.                                                | Ago.                                                | Sep.                                                | Oct.                                                | Nov.                                                | Dic.                                                | Anual                                               |
| --------------------------------------------------- | --------------------------------------------------- | --------------------------------------------------- | --------------------------------------------------- | --------------------------------------------------- | --------------------------------------------------- | --------------------------------------------------- | --------------------------------------------------- | --------------------------------------------------- | --------------------------------------------------- | --------------------------------------------------- | --------------------------------------------------- | --------------------------------------------------- | --------------------------------------------------- |
| Temp. máx. media (°C)                               | 16.7                                                | 17.0                                                | 18.2                                                | 18.9                                                | 20.1                                                | 22.2                                                | 24.8                                                | 26.0                                                | 24.6                                                | 22.7                                                | 19.6                                                | 17.5                                                | 20.7                                                |
| Temp. media (°C)                                    | 13.5                                                | 13.8                                                | 14.7                                                | 15.3                                                | 16.4                                                | 18.5                                                | 20.8                                                | 21.6                                                | 20.9                                                | 19.1                                                | 16.5                                                | 14.4                                                | 17.1                                                |
| Temp. mín. media (°C)                               | 10.4                                                | 10.6                                                | 11.2                                                | 11.7                                                | 12.8                                                | 14.8                                                | 16.9                                                | 17.3                                                | 17.2                                                | 15.5                                                | 13.5                                                | 11.4                                                | 13.6                                                |
| Precipitación total (mm)                            | 64                                                  | 49                                                  | 45                                                  | 23                                                  | 12                                                  | 4                                                   | 1                                                   | 2                                                   | 10                                                  | 41                                                  | 79                                                  | 83                                                  | 413                                                 |
| Fuente: Climate-data.org                            |                                                     |                                                     |                                                     |                                                     |                                                     |                                                     |                                                     |                                                     |                                                     |                                                     |                                                     |                                                     |                                                     |

## Naturaleza

### Flora
Las plantas han desarrollado múltiples estrategias para soportar el clima semidesértico de esta zona. El origen de la mayor parte de las especies es norteafricano, y en menor medida, mediterráneo. Las formaciones vegetales del Cabo Blanco son las características del piso basal canario. Abundan las plantas suculentas siendo dominantes las del género Euphorbia, cuyas especies dan nombre a las principales comunidades vegetales de este piso: el cardonal dominado por el cardón, Euphorbia canariensis. y el tabaibal en el que dominan las tabaibas E. balsamifera, E. regis-jubae, E. lamarckii, etc. Dentro de estos, los tabaibales de tabaiba dulce, E. balsamifera predominan en zonas poco alteradas, mientras los tabaibales de tabaiba amarga E. lamarckii, E. regis-jubae y E. berthelotti se desarrollan  en zonas más degradadas o a mayor altitud que los anteriores.
También podemos encontrar especies de la asociación Launaeo arborescentis-Schizogynetum sericeae.[cita requerida]

### Fauna
Según el Banco de Datos de Biodiversidad de Canarias, en Cabo Blanco viven las siguientes aves incluidas en el catálogo Canario de Especies Protegidas:[cita requerida]
Lavandera cascadeña, Motacilla cinerea ssp. canariensis —llamada localmente alpispa—.
Tórtola común Streptopelia turtur.
Chorlitejo chico Charadrius dubius.
Martinete común Nycticorax nycticorax.
Paloma bravía Columba livia.
Tórtola turca Streptopelia decaocto.
Cuervo Corvus corax.
Perdiz moruna Alectoris barbara.
Cernícalo vulgar Falco tinnunculus.
Vencejo unicolor Apus unicolor —llamado vulgarmente andoriña—.
Vencejo pálido Apus pallidus.

### Geología
En el valle de San Lorenzo aflora un conjunto de cuatro extrusiones sálicas dispuestas en un semicírculo abierto hacia el sur que bordea la depresión central del valle de la que forma parte hoy en día Cabo Blanco. Compuesto por coladas y piroclastos basálticos y traquibasálticos que surgieron de un campo de volcanes estrombolianos situados al sur de valle de San Lorenzo, compuestos por escorias, bombas y lapillis de naturalezas basáltica. Emitieron coladas “aa” de composiciones basálticas con términos de basaltos olivínicos, basaltos olivínico–piroxénicos y basaltos piroxénicos. Erupciones fuera de los ejes de rift principales. Además de los campos de volcanes descritos anteriormente, hay otros puntos de emisión que no se alinean con las fisuras previas y surgen sin un control fisural conocido.
El Roque I’gara y de Chijafe: Forma la cumbre de un relieve en el apilamiento de las coladas basálticas, que enmarcan el valle, y a través de las que extruyó. Rodeándole hay una serie de diques circulares concéntricos que afloran en su zona meridional y oriental y destacan en los basaltos encajantes. 

### Patrimonio
En Cabo Blanco se localizan importantes yacimientos arqueológicos de la cultura guanche, declarados Bien de Interés Cultural bajo la categoría de Zonas Arqueológicas. Estos yacimientos son:
	Roque de Chijafe, constituido por seis estaciones de grabados rupestres. 
1599 - DECRETO 208/2008, de 14 de octubre, por el que se declara Bien de Interés Cultural, con categoría de zona arqueológica "El Roque de Chijafe", situado en el término municipal de Arona, isla de Tenerife, y se establece su delimitación.
•	Roque de I'gara, formado igualmente por tres estaciones de grabados. 
31 - DECRETO 35/2008, de 11 de marzo, por el que se declara Bien de Interés Cultural, con categoría de zona arqueológica "Roque de I'gara", situado en el término municipal de Arona, isla de Tenerife, y se establece su delimitación
La problemática antes estos Bienes de Interés Cultural, se trata de que son manifestaciones rupestres de alta fragilidad y muy vulnerables a la acción antrópica.